# Jules Lesage
Jules Lesage (1880 - onbekend) was een Belgische atleet, die gespecialiseerd was in de lange afstand en het veldlopen. Hij nam deel aan de Tussenliggende Spelen van 1906 en behaalde op vier verschillende nummers in totaal dertien Belgische titels.

## Biografie
Jules Lesage werd tussen 1897 en 1903 zesmaal Belgisch kampioen veldlopen. Ook op de mijl werd hij tussen 1897 en 1905 driemaal Belgisch kampioen. In 1904 zelfs met een Belgisch record. In 1906 werd hij de eerste kampioen op de 1500 m.
Lesage veroverde ook op de Grand fond drie opeenvolgende Belgische titels. Hij nam in 1906 op de marathon deel aan de Tussenliggende Spelen in Athene. Hij gaf op.
Lesage was aangesloten bij Athletic and Running Club Brussel.

## Belgische kampioenschappen
| Onderdeel  | Jaar                               |
| ---------- | ---------------------------------- |
| 1500 m     | 1906                               |
| 1 mijl     | 1897, 1904, 1905                   |
| veldlopen  | 1897, 1898, 1999, 1900, 1901, 1903 |
| Grand Fond | 1903, 1904, 1905                   |

## Persoonlijk record
| Onderdeel | Prestatie | Datum | Plaats      |
| --------- | --------- | ----- | ----------- |
| 1 mijl    | 4.36,4    | 1904  | Ter Kameren |

## Palmares

### 1500 m
- 1906:  BK AC - 4.16,6

### 1 mijl
- 1897:  BK AC - 4.49,8
- 1904:  BK AC - 4.36,4 (NR)
- 1905:  BK AC - 4.37,2

### veldlopen
- 1897:  BK AC
- 1898:  BK AC
- 1899:  BK AC
- 1900:  BK AC
- 1901:  BK AC
- 1903:  BK AC
- 1905:  BK AC
- 1906:  BK AC

### marathon
- 1901:  marathon van Parijs (40 km) - 2:49.29
- 1903:  BK AC Mechelen-Brussel  (36 km) - 2:27.00
- 1904:  BK AC Mechelen-Brussel  (35 km) - 2:15.24
- 1905:  BK AC Mechelen-Brussel  (36 km) - 2:12.29
- 1906: DNF Tussenliggende Spelen in Athene